# Kirovsk (Leningrad oblast)
 For alternative betydninger, se Kirovsk. (Se også artikler, som begynder med Kirovsk)
Kirovsk (russisk: Ки́ровск) er en by i den europæiske del af Rusland. Den har et indbyggertal på 26.986 (2024) indbyggere.
Kirovsk ligger ca. 33 kilometer øst for Sankt Petersborg ved floden Neva, der løber fra søen Ladoga til den Finske Bugt. Byen blev grundlagt af Sergej Kirov i 1929 under navnet Nevdubstroj (russisk: Невдубстрой) og fik bystatus i 1953 under navnet Kirovsk. Kirovsk er hovedby i Kirovsk rajon, der ligger i Leningrad oblast.